# Botho der Ältere zu Stolberg
Graf Botho der Ältere zu Stolberg (* um 1375; † 15. März 1455 in Stolberg (Harz)) war ein deutscher Adliger. Er regierte die Grafschaft Stolberg und ab 1429 auch die Grafschaft Wernigerode im Harz.

## Leben
Botho war der Sohn des Grafen Heinrich XVI. zu Stolberg (1340–1403) und dessen Ehefrau Elisabeth von Mansfeld (1350–1398). Lange Zeit wurde vermutet, dass sie eine geborene Gräfin von Hohnstein und möglicherweise die Tochter des Grafen Dietrich von Hohnstein-Heringen war. Hingegen kam im Jahre 1925 J. Meyer in einem Aufsatz in der Zeitschrift des Harz-Vereins für Geschichte und Altertumskunde zu dem von ihm als sicher bezeichneten Ergebnis, dass Elisabeth eine geborene von Querfurt gewesen sei. Offen ließ er, ob sie die einzige Gemahlin des Grafen Heinrich zu Stolberg war und wie sie in die Familie der Herren von Querfurt einzuordnen ist.
Über Kindheit und Jugend des Grafen Botho zu Stolberg ist nichts bekannt. Vermutlich weilte er zeitweilig an einem Hof der Grafen von Schwarzburg, eventuell in Sondershausen.
Er lässt sich erstmals im Jahre 1391 nachweisen. In einer Urkunde des Generalpriors des Augustiner Eremitenordens vom 16. Mai 1391 werden Graf Heinrich, seine Gemahlin Elisabeth und seine Kinder in alle guten Werke dieses Ordens einbezogen. Ein weiterer Hinweis auf die Söhne des Grafen Heinrich zu Stolberg findet sich in einer gemeinsamen Urkunde des Bischofs Ernst von Halberstadt und des Landgrafen Balthasar von Thüringen vom 17. April 1396. Die Söhne werden darin gemeinsam mit ihrem Vater in ein dreijähriges Hilfsbündnis aufgenommen, was darauf schließen lässt, dass sie zum damaligen Zeitpunkt bereits im volljährigen Alter gewesen und demnach spätestens 1375 geboren sind. Bei der Verlängerung dieses Bündnisvertrages am 12. März 1399 werden erneut Graf Heinrich zu Stolberg und seine Söhne genannt. 
Als Botho mindestens 25 Jahre alt war, kam es zu einem Gelöbnis, das 29 Jahre später für die weitere Entwicklung des gräflichen Hauses Stolberg herausragende Bedeutung erlangen sollte. Graf Heinrich von Wernigerode, der zum damaligen Zeitpunkt keine Nachkommen hatte, gelobte am 5. Juni 1400 gegenüber dem Bischof Ernst von Halberstadt und Bothos Vater Heinrich, der wahrscheinlich der Halbbruder des Wernigeröder Grafen war, dass nach seinem Tod seine Vögte das Haus Wernigerode an Niemand anders als an Graf Heinrich zu Stolberg oder dessen Erben übergeben sollen. Graf Heinrich zu Stolberg hatte dem Wernigeröder Grafen 1000 Mark geliehen. Für den Fall des Todes des Grafen Heinrich von Wernigerode ohne Hinterlassung von Söhnen verpflichtete sich Graf Heinrich zu Stolberg am 13. Juni 1400 zur Übergabe des Hauses Wernigerode an den Bischof Ernst von Halberstadt, falls dieser zu diesem Zeitpunkt die Schuld von 1000 Mark begleicht. In letztgenannter Urkunde erscheinen dann auch erstmals die Namen der Söhne des Grafen Heinrich zu Stolberg, Heinrich, Botho und Albrecht. Graf Albrecht tritt in keiner anderen Urkunde als in jener von 1400 auf. Sein weiteres Schicksal ist unbekannt. Möglich wäre der Eintritt in einen geistlichen Stand oder wohl noch wahrscheinlicher ein früher Tod. 
Nach dem Tod des Vaters regierte er zunächst gemeinsam mit seinem älteren Bruder Heinrich, der um 1416 starb. Erstmals trat Botho 1403 selbständig handelnd in Erscheinung, als das Reichslehen Rosperwenda erworben wurde.
1429 wurde er nach dem Tod des letzten Grafen von Wernigerode neuer Herr über die Nordharzgrafschaft Wernigerode.
Eine seiner bedeutsamsten Unternehmungen war die 1433 erfolgte Erbverbrüderung mit den Häusern Schwarzburg und Hohnstein.
Der bereits über 50 Jahre alte Graf Botho heiratete im Juni 1431 Anna, die Tochter des Grafen Heinrich von Schwarzburg, die 1433 den Sohn und Nachfolger Heinrich und 1434 die Tochter Elisabeth gebar.
Am 17. März 1455 wurde er in der Gruft in der St.-Martini-Kirche in Stolberg beigesetzt.